# Linia kolejowa nr 979
Linia kolejowa nr 979 – jednotorowa, zelektryfikowana linia kolejowa znaczenia miejscowego, łącząca rozjazd 555 z rozjazdem 540 w rejonie TGC na stacji Tarnowskie Góry. 
Linia stanowi tor łączący między linią kolejową Tarnowskie Góry – Zawiercie a linią kolejową Tarnowskie Góry TGB – Tarnowskie Góry TGE i umożliwia przejazd pociągów towarowych z kierunku Kalet w stronę Piekar Śląskich oraz Bytomia z pominięciem znacznych grup torów towarowych.